# Kolno (jezioro w powiecie międzychodzkim)
Kolno – jezioro w woj. wielkopolskim, w powiecie międzychodzkim, w gminie Międzychód położone w obrębie sołectwa Kolno, leżące na terenie Pojezierza Poznańskiego.

## Położenie geograficzne
Jezioro położone jest razem z Jez. Bielskim oraz jez. Kludno przy końcu długiej rynny polodowcowej, ciągnącej się do wsi Lewice.
Na wysokim, wschodnim brzegu jeziora znajduje się grodzisko wczesnohistoryczne. 
Na zachodnim brzegu jeziora leży rezerwat „Kolno Międzychodzkie”, bardzo atrakcyjny turystycznie i przyrodniczo fragment gminy.

## Dane morfometryczne
Powierzchnia zwierciadła wody według różnych źródeł wynosi od 41,0 ha przez 46,7 ha lub 51,38 ha do 53
Zwierciadło wody położone jest na wysokości 36,0 m n.p.m. Średnia głębokość jeziora wynosi 5,4 m, natomiast głębokość maksymalna 15,4 m.
W oparciu o badania przeprowadzone w 2002 roku wody jeziora zaliczono do III klasy czystości.

## Hydronimia
Według urzędowego spisu opracowanego przez Komisję Nazw Miejscowości i Obiektów Fizjograficznych (KNMiOF) nazwa tego jeziora to Kolno. W różnych publikacjach i na mapach topograficznych jezioro to występuje pod nazwą Koleńskie.